# Aaron ben David Cohen von Ragusa
Aaron ben David Cohen von Ragusa (* um 1580; † 1656) war ein Rabbiner und Kaufmann in Ragusa (heute Dubrovnik).
Aaron war ein Enkel mütterlicherseits von Solomon Ohev (Oef), der ebenfalls in Ragusa als Rabbi wirkte. Er studierte zuerst in seiner Heimatstadt und später in Venedig. Danach kehrte er nach Ragusa zurück und betrieb dort ein Import-Export-Geschäft, das sich zum wichtigsten jüdischen Geschäftshaus dieser Stadt entwickelte. Als vermeintlicher Komplize Isaac Jesuruns, der eines angeblichen Ritualmordes beschuldigt worden war, wurde er 1622 gemeinsam mit seinem Vater inhaftiert.
In seinem Testament traf Aaron Vorsorge für den postumen Druck von 800 Exemplaren des Werks Zekan Aharon (d. h. „Aarons Bart“; erschienen Venedig 1657). Darin enthalten sind seine wörtlichen Auslegungen und allegorischen Kommentare zum Tanach und anderen Büchern der Bibel sowie Traktate zum Talmud. Ferner finden sich darin die unter dem Titel Shemen ha-Tov (d. h. „gutes Öl“) zusammengefassten Abhandlungen seines Großvaters Solomon Ohev zur Bibel. In einem – 1798 in Venedig unter dem Titel Ma’aseh Nissim gesondert neugedruckten – Anhang wird u. a. ein Bericht über die Blutanklage gegen Isaac Jesurun gegeben.